# Ређиналдо (Кјети)
Ређиналдо (итал. Reginaldo) је насеље у Италији у округу Кјети, региону Абруцо.
Према процени из 2011. у насељу је живело 129 становника. Насеље се налази на надморској висини од 161 м.